# Laser à rétroaction répartie
Un laser à rétroaction répartie ou laser DFB (de l'anglais Distributed FeedBack laser) est un laser utilisant un réseau de Bragg qui permet de choisir la longueur d'onde d'émission.

## Histoire
Le premier laser à rétroaction répartie est développé par Herwig Kogelnik et Shank en 1970 et 1971.
Aujourd'hui, il existe même des lasers à rétroaction répartie dont les cavités sont organiques.

## Principe
Le laser (Light Amplification by Stimulated Emission Radiation) est constitué d’un milieu actif introduit dans une cavité résonnante. Un apport d’énergie (le pompage) permet la génération d’une onde lumineuse par émission stimulée. Cette onde va ensuite rétroagir sur sa source par le biais de la cavité et ainsi créer un  phénomène d’amplification qui va donner naissance à l’émission laser. L’intérêt de cette émission est sa cohérence temporelle et spatiale. 
Le laser DFB est une transposition de ce principe à la différence qu’une modulation des propriétés du milieu actif se substitue à la cavité résonnante. Là où des miroirs sont utilisés pour former une cavité laser classique et assurer l’oscillation photonique, l’émission laser à rétroaction répartie utilise la rétrodiffusion de Bragg sur une structure périodique placée dans le milieu actif. La structure périodique peut être formée par une variation d’indice ou d’épaisseur dans le matériau, de densité de courant dans les matériaux semiconducteurs, de gain en modulant le faisceau de pompe.